# Le Pompidou
Le Pompidou (okzitanisch Lo Pompidor) ist eine französische Gemeinde des Départements Lozère in der Region Okzitanien. Administrativ ist sie dem Kanton Le Collet-de-Dèze und dem Arrondissement Florac zugeteilt.

## Geografie
Das Bergdorf mit 182 Einwohnern (Stand 1. Januar 2022) liegt auf dem Höhenrücken Corniche des Cévennes am Südrand der Cevennen zwischen Florac und Saint-Jean-du-Gard sowie rund 70 Kilometer nordnordwestlich der Großstadt Montpellier.

## Geschichte
Der Ortsname leitet sich vom okzitanischen Wort pompidor (französisch palier) ab. Damit bezeichnet man ein Podest, das man über eine Treppe erreicht.

### Bevölkerungsentwicklung
Die höchste Bevölkerungszahl wurde 1831 mit 1170 Einwohnern erreicht.
| Jahr      | 1936 | 1946 | 1954 | 1962 | 1968 | 1975 | 1982 | 1990 | 1999 | 2009 | 2018 |
| --------- | ---- | ---- | ---- | ---- | ---- | ---- | ---- | ---- | ---- | ---- | ---- |
| Einwohner | 350  | 312  | 248  | 231  | 275  | 228  | 144  | 158  | 158  | 192  | 160  |

## Sehenswürdigkeiten
- Die ehemalige romanische Kirche Saint-Flour ist seit 2003 ein französisches Kulturdenkmal.[1]